# Eucanyra stigmata
Eucanyra stigmata är en insektsart som beskrevs av Crawford 1914. Eucanyra stigmata ingår i släktet Eucanyra och familjen sporrstritar. Inga underarter finns listade i Catalogue of Life.